# Malenka wenatchee
Malenka wenatchee is een steenvlieg uit de familie beeksteenvliegen (Nemouridae). De wetenschappelijke naam van de soort is voor het eerst geldig gepubliceerd in 1965 door Ricker.